# 黒沢雉岡
黒沢 雉岡（くろさわ ちこう、正徳3年2月8日（1713年3月4日） - 寛政8年12月6日（1797年1月3日））は、江戸時代後期の儒学者。名は万新。字は新卿。通称は右仲。
武蔵国児玉郡児玉郷出身。若くして江戸に出て林鳳岡に朱子学を学ぶ。母の死後に喪に服するために帰郷する。54歳にして再び江戸に出て、田安家に仕えていた大塚孝綽と親しくなり、田安家に召される。後に用人として多忙となった大塚に代わって松平定信の侍読を務め、定信が老中となると、孝綽とともにその諮問に与った。
朱子学以外の儒学の諸派にも精通しており、柴野栗山・久保盅斎・高山彦九郎ら当代を代表する儒学者などとの親交が厚かった。著作が複数あったとされるが、未刊のままに終わった。寛政5年（1793年）に致仕してその5年後に84歳で没し、高林寺に葬られた。